# Örök darab
Az Örök darab (eredeti címe: An Everlasting Piece) 2000-es amerikai vígjáték, amelyet Barry Levinson rendezett. A forgatókönyvet írta és a főszerepet játszotta Barry McEvoy. 2000. december 25-én mutatták be az Egyesült Államokban, Magyarországon videokazettán volt elérhető 2001. szeptember 13-tól.

## Cselekmény
Colm fodrászként vállal munkát egy belfasti pszichiátrián, és megismerkedik a másik fodrásszal, George-dzsal. A két férfi tudomást szerez egy új betegről, aki parókákat árult, amíg idegösszeomlást nem kapott. Az eszét vesztett férfi megskalpolta pár kliensét, így megkapta a Scalper (Skalpoló) becenevet. Colm és George szeretnék átvenni a parókabizniszt, ezért elkérik a skalpolótól az ügyféllistát. 
Colm és George belevágnak a tervükbe, és sikerül értékesíteniük egy-két parókát. Az eladások azonban megakadnak, amikor egy új konkurencia, a "Toupée vagy nem Toupée" is megjelenik, akik szintén megszerezték az ügyféllistát. A szállítójuk, a "Wimbledoni Parókák" úgy dönt, hogy eladott mennyiség alapján csak az egyik cégnek fog értékesíteni a jövőben. Colm és George belevágnak a versenybe, de azt tapasztalják, hogy a versenytárs olcsó áron értékesít. 
Utazásuk során megállítja őket az Ír Köztársasági Hadsereg (IRA). A találkozó eladást eredményez, és az IRA vezetője egy parókával gazdagszik. A férfi azonban egy robbantás helyszínén felejti a parókáját, amit az Ulsteri Királyi Rendőrség (RUC) megtalál, és visszaköveti Colmékhoz. A rendőrségi kihallgatásuk után George és Colm összevesznek. Eközben az IRA-s férfi, aki elvesztette a parókát, meg akarja venni Colmék teljes készletét, mert most már minden észak-írországi kopasz katolikus potenciális gyanúsítottja a rendőrségnek. Colm visszautasítja, mivel az üzlettársa protestáns, és úgy gondolja, hogy etikátlan lenne megvédeni az IRA-t, mert az eladások valószínűleg segítenék őket is a Wimbledoni Parókák üzletében.
Colm elmegy George versfelolvasására, és a két férfi kibékül. Tudomásukra jut, hogy a brit hadsereg sok katonája szenved foltos hajhullásban, mert Észak-Írországban stresszesek a körülmények. Colmék szereznek egy kormányzati szerződést, hogy minden katonának, aki akar, parókát szállítsanak. Ezzel megnyerik a versenyt, és megszerzik a jogot Észak-Írországra.

## Szereplők
| Szerep   | Színész          | Magyar hangja |
| -------- | ---------------- | ------------- |
| Colm     | Barry McEvoy     |               |
| George   | Brían F. O’Byrne |               |
| Bronagh  | Anna Friel       |               |
| Gerty    | Pauline McLynn   |               |
| Mickey   | Laurence Kinlan  |               |
| Scalper  | Billy Connolly   |               |
| detektív | Enda Oates       |               |

Szerephez hozzá nem rendelt magyar hangok: Bognár Zsolt, Bókai Mária, Csuha Lajos, Gyürki István, Lippai László, Major Melinda, Moser Károly, Pálmai Szabolcs, Papp Ági, Seszták Szabolcs, Uri István

## Fogadtatás

### Kritikai visszhang
A film vegyes reakciókat váltott ki. A Rotten Tomatoeson 48%-os minősítést ért el 46 értékelés alapján, az összefoglaló szerint: „Ez a vígjáték túl gyenge ahhoz, hogy benyomást keltsen, és a szeszélyes próbálkozások nem olyan viccesek, mint amilyenek lehettek volna.” Peter Travers a Rolling Stone-on azt írta: „A humor csekély, de a színészek könnyedén leviszik a poénokat.” A. O. Scott a New York Timestól azt írta: „A rendező szépen tálalja a bohóckodást, de úgy tűnik, Baltimore-ban hagyta a szmötyögést.” Desson Thomson a Washington Posttól azt írta: „A film bájos humort talál a protestánsok és katolikusok közötti felekezeti viszályokkal teli világban.”
A MetaCritic 56 pontot adott a 100-ból 18 vélemény alapján. Kevin Thomas a Los Angeles Timestól azt írta: „Ez az év végi gyöngyszem a Levinsonra jellemző melegséggel öleli magához az emberek széles körét, és kiváló érzékkel érzékelteti az időt és a helyet.” Todd McCarthy a Varietytől úgy vélte: „Ez a film számtalan apró örömöt tartogat, de kevés meggyőző tulajdonsággal bír.” Lisa Alspector a Chicago Readertől azt írta: „Barry McEvoy írónak és Barry Levinson rendezőnek érdemes lenne felfrissíteni a metaforák használatát.”

### Bevételi adatok
A Box Office Mojo szerint a produkció veszteséges volt. A 14 millió dolláros költségvetésre mindössze 75 ezer dollár folyt be bevételként.